# 세르게이 예이젠시테인
세르게이 미하일로비치 예이젠시테인(러시아어: Серге́й Миха́йлович Эйзенште́йн, 1898년 1월 23일 ~ 1948년 2월 11일)은 소련의 영화감독, 영화 이론가이다.
건축을 배운 후 적군에 참가, 선전반의 미술관계를 담당했다. 혁명 후는 무대 연출가가 되었다가 1923년 영화로 바꾸었고, 1925년 최초의 작품 《파업》을 발표했다. 1926년 나온 《전함 포템킨》은 뛰어난 몽타주 수법과 혁명적 내용으로 러시아의 새로운 영화 예술을 과시함으로써 불후의 명작이 되었다.

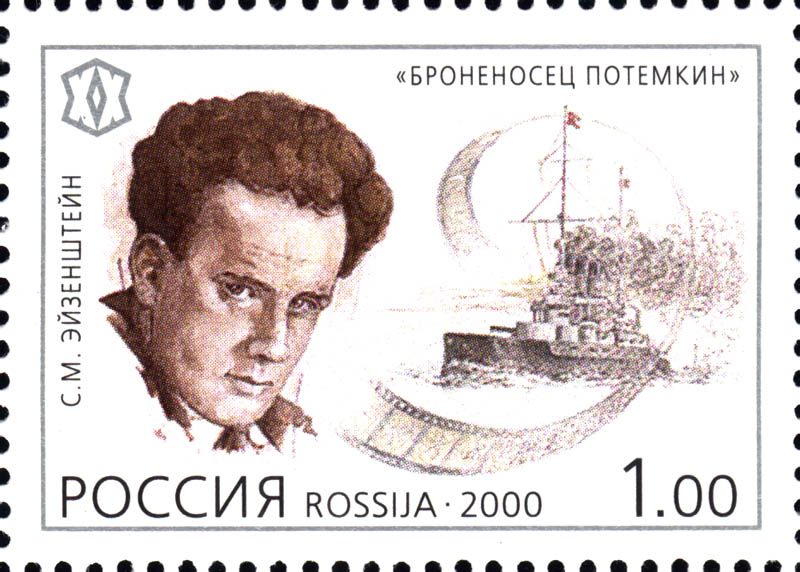
2000년에 러시아에서 발행된 예이젠시테인 우표

## 생애
1944년 이반 4세의 삶을 그린 《이반 뇌제》 중 1부가 개봉됐다.

## 작품 목록
| 연도 | 제목                | 원제                   |
| ---- | ------------------- | ---------------------- |
| 1923 | 글루모프의 일기     | Дневник Глумова        |
| 1925 | 파업                | Стачка                 |
| 1925 | 전함 포템킨         | Броненосец «Потёмкин»  |
| 1928 | 10월                | Октябрь                |
| 1929 | 낡은 것과 새로운 것 | Старое и новое         |
| 1937 | 퀘 비바 멕시코      | Да здравствует Мексика |
| 1937 | 베진 초원           | Бежин луг              |
| 1938 | 알렉산드르 넵스키   | Александр Невский      |
| 1944 | 이반 뇌제 1부       | Иван Грозный 1-я серия |
| 1958 | 폭군 이반 2부       | Иван Грозный           |

## 참고 자료
- 이 문서에는 다음커뮤니케이션(현 카카오)에서 GFDL 또는 CC-SA 라이선스로 배포한 글로벌 세계대백과사전의 내용을 기초로 작성된 글이 포함되어 있습니다.